# Удо Горсманн
Удо Горсманн (нім. Udo Horsmann, нар. 30 березня 1952, Беккум) — німецький футболіст, що грав на позиції захисника. Володар Кубка чемпіонів і Міжконтинентального кубка. .

## Ігрова кар'єра
Народився 30 березня 1952 року в місті Беккум. Вихованець місцевої футбольної школи клубу. За основний склад «Беккума» дебютував 1973 року.
Своєю грою за цю команду привернув увагу представників тренерського штабу клубу «Баварія», до складу якого приєднався 1975 року. Відіграв за мюнхенський клуб наступні вісім сезонів своєї ігрової кар'єри. Більшість часу, проведеного у складі мюнхенської «Баварії», був основним гравцем захисту команди. За цей час виборов титули володаря Кубка чемпіонів УЄФА, Міжконтинентального кубка і Кубка Німеччини. Дворазовий переможець чемпіонату Німеччини.
Згодом з 1983 по 1985 рік грав у складі команд клубів «Ренн» та «Нюрнберг». Завершив професійну ігрову кар'єру у клубі «Мюнхен 1860», за команду якого виступав протягом 1985–1986 років.

## Титули і досягнення
- Володар Кубка чемпіонів УЄФА (1):

«Баварія»: 1976
- Володар Міжконтинентального кубка (1):

«Баварія»: 1976
- Чемпіон Німеччини (2):

«Баварія»: 1980, 1981
- Володар Кубка Німеччини (1):

«Баварія»: 1982